# Bárdossy-kormány
A Bárdossy-kormány 1941. április 3. és 1942. március 7. között működött Bárdossy László vezetésével. A kormány hivatali ideje alatt csatlakozott Magyarország a tengelyhatalmak balkáni hadműveleteihez, aminek keretében az ország visszafoglalta Jugoszláviához csatolt területeinek egy részét. Magyarország júniusban önkéntesen csatlakozott a Szovjetunió elleni támadásához, ezzel belépve a második világháborúba. Emellett a magyar kormány hadat üzent az Egyesült Királyságnak és az Amerikai Egyesült Államoknak.

A magyar politika szélsőjobbra tolódásából következett a harmadik zsidótörvény elfogadása, valamint a zsidók kitoloncolásának megkezdése, ami a kamenyec-podolszkiji mészárláshoz vezetett. 1942 elején zajlott le az újvidéki razzia, ami később komoly belpolitikai hullámokat váltott ki. 

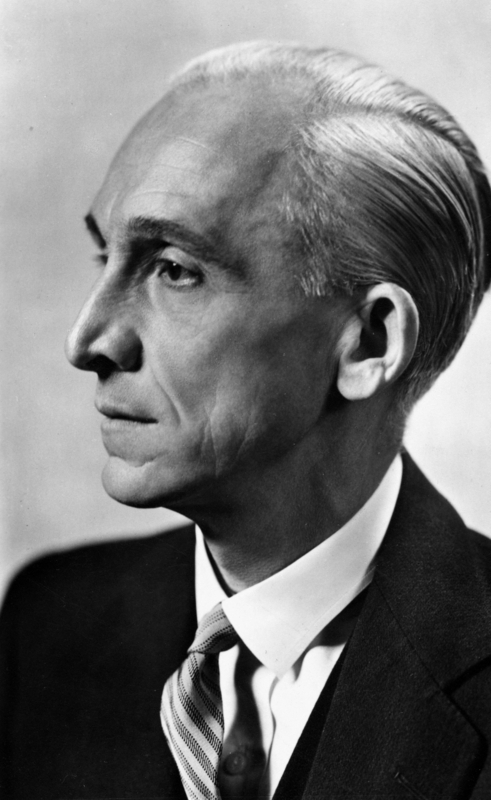
Bárdossy László

Végül Horthy döntött arról, hogy leváltja Bárdossyt, mivel a miniszterelnök nem támogatta terveit a fiának szánt kormányzóhelyettesi pozíció létrehozására. A leváltás utáni két napban a kormányt ideiglenesen a belügyminiszter, Keresztes-Fischer Ferenc vezette.

## Megalakulása
A Teleki-kormány egyensúlyozni kívánt a két hatalmi tömb között, ezért került sor részükről a magyar–jugoszláv örök barátsági egyezmény aláírására. Viszont 1941 tavaszán Hitler már célszerűnek látta a jugoszláv állam felszámolását, és ebben hazánk katonai részvételét kérte. A Teleki-kormányra hatalmas nyomás nehezedett: Németország a hadsereg vezérkarán keresztül gyakorolt befolyást, és újabb revíziós sikereket helyezett kilátásba Magyarország számára, ugyanakkor az Egyesült Királyság egyértelműen kinyilvánította, hogy minden Jugoszlávia elleni katonai lépés hadüzenetet jelent hazánk számára. A miniszterelnök összeomlott a lehetséges következmények súlya alatt, és 1941. április 3-án öngyilkos lett, búcsúlevelében Horthyt vádolva a kialakult helyzetért.
Teleki Pál öngyilkossága után a kormányzó Bárdossy Lászlót, az előző kormány külügyminiszterét bízta meg az új kormány megalakításával. Az új miniszterelnök átvette a Teleki-kabinet legtöbb miniszterét. A korabeli beszámoló kiemeli, hogy a kormány irányvonala változatlan.
Az új kormány 1941. április 4-én tette le esküjét a kormányzónak. Az esküt a hagyománnyal szakítva nem díszmagyarban, hanem Teleki halála miatt érzett gyászt kifejezve zsakettben tették le.

## Külpolitikája

### Jugoszlávia megtámadása
Az új kormány egyik első tette a revíziós politika jegyében Délvidék megszállása volt, amit általában a Jugoszláviával kötött örökbéke-szerződés megszegéseként értelmeznek.
Horthy április 10-i kiáltványa minden felelősséget Jugoszláviára hárított. A szöveg szerint a horvát bábállam kikiáltásával „Jugoszlávia megszűnt létezni és alkotó elemeire bomlott”, s így érvénytelennek nyilvánította az alig néhány hónapja aláírt örökbarátsági szerződést, valamint felszólította a hadsereget a mozgósításra. A kormány április 10-i ülésén egyhangúlag hozzájárult a kormányzói kiáltványhoz.

A katonaság bevetésének módja nem felelt meg az akkori törvényeknek sem, a korabeli dokumentumok meg sem jelölik a katonai akciók jogi alapját. Bárdossy parlamenti bemutatkozó beszédében sem kérte a Nemzetgyűlés támogatását a jugoszláv katonai bevonuláshoz, ahogy a törvények kötelezték volna; egyedül a támadás tényét jelentette be:

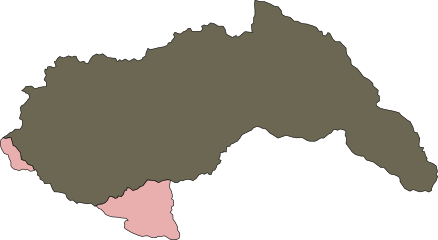
Az újonnan elfoglalt területek (rózsaszínnel)

Tisztelt Ház! Hála kitűnő honvédségünknek, hála a minden tekintetben elismerésre méltó katonai vezetésünknek. Szabadka, Zombor, Zenta, Újvidék újra a mienk (hosszantartó, lelkes taps), mint ahogy a miénk volt a magyar vér jogán ezer éven át az a terület, amelyen magyar kéz munkája építette és tartotta fenn ezeket a városokat. Szeretettel és örömmel köszöntöm a megpróbáltatás nehéz évei után hozzánk visszatért véreinket és más anyanyelvű testvéreinket, különösen a hozzánk mindig hű németeket, bunyevácokat és sokácokat. Isten áldása kísérje ennek a területnek a visszatérését. (Nagy éljenzés.)
Az újonnan elfoglalt területek lakosainak mintegy 39%-a volt magyar nemzetiségű. A bevonulással a magyar etnikai revízió céljai megvalósultak, mivel nem maradt az ország határain kívül egységes magyar népességű tömb.

### Hadüzenet a Szovjetuniónak
A Barbarossa hadművelet megkezdésének napján, 1941. június 22-én Magyarország a tengelyhatalmakkal való szolidaritásból megszakította a diplomáciai kapcsolatot a Szovjetunióval. A háborúban való magyar részvétel kérdésében szemben állt Werth Henrikkel, a honvéd vezérkar főnökével, Bartha Károly honvédelmi miniszterrel, közös platformot alkotva Horthy Miklóssal és Szombathelyi Ferenccel. Kassa bombázása után, miután Horthy már döntött a katonai megtorló akcióról, rendkívüli minisztertanácsi ülést tartottak.
| „                                                | Az európai keresztény kultúra védelme ennek a harcnak a célja. Egész Európa áll itt szemben az istentelenség és a pusztítás démonával. Az európai népek együttes építő ereje, a tengelyhatalmak céltudatos vezetése alatt, vívja diadalmas harcát azokért az elvekért, amelyek a valóságos szociális igazság és a szolidaritás jegyében akarják újjáépíteni a maguk nemzeti életén át egész Európát. | ” |
| – Bárdossy László rádiószózata, 1941. szept. 11. | |   |

A minisztertanácsi ülésen Keresztes-Fischer Ferenc és Radocsay László a belépés ellen foglaltak állást. Varga József és Bánffy Dániel a támadást csak feltételesen támogatta, a megtorló válaszcsapás erejéig, tehát nem akartak a háborúba lépni. A miniszterelnök elhallgatta Kristóffy József moszkvai követ sürgönyét Vjacseszlav Molotov szovjet külügyminiszter kijelentéséről, miszerint a Szovjetuniónak nincsenek követelései Magyarországgal szemben, utóbbi semlegessége esetén pedig a Szovjetunió megértően lesz a Romániával szembeni esetleges további területi igényekkel kapcsolatban. Az ülés végén a miniszterelnök kijelentette, hogy hadiállapotban állunk a Szovjetunióval. A hadüzenet kinyilvánítása a Nemzetgyűlés előzetes jóváhagyásának hiányában alkotmányellenes volt.
A háború kezdetén a magyar kormány úgy gondolta, hogy elég lesz egy kisebb alakulatot a frontra küldeni. Az 1941 nyarán kiküldött Gyorshadtest súlyos vereségeket szenvedett el. Bebizonyosodott, hogy az ország nem rendelkezik megfelelő kapacitásokkal egy ilyen háború megvívására, így 1942 januárjában kormánya a kellő felhatalmazásokat megszerezve, német kérésre hozzájárult a 2. magyar hadsereg felállításához és kiküldéséhez a keleti frontra.
A Bárdossy-kormány engedélyezte húszezer magyarországi német besorozását a Waffen-SS-be.

### Hadiállapot a nyugati hatalmakkal

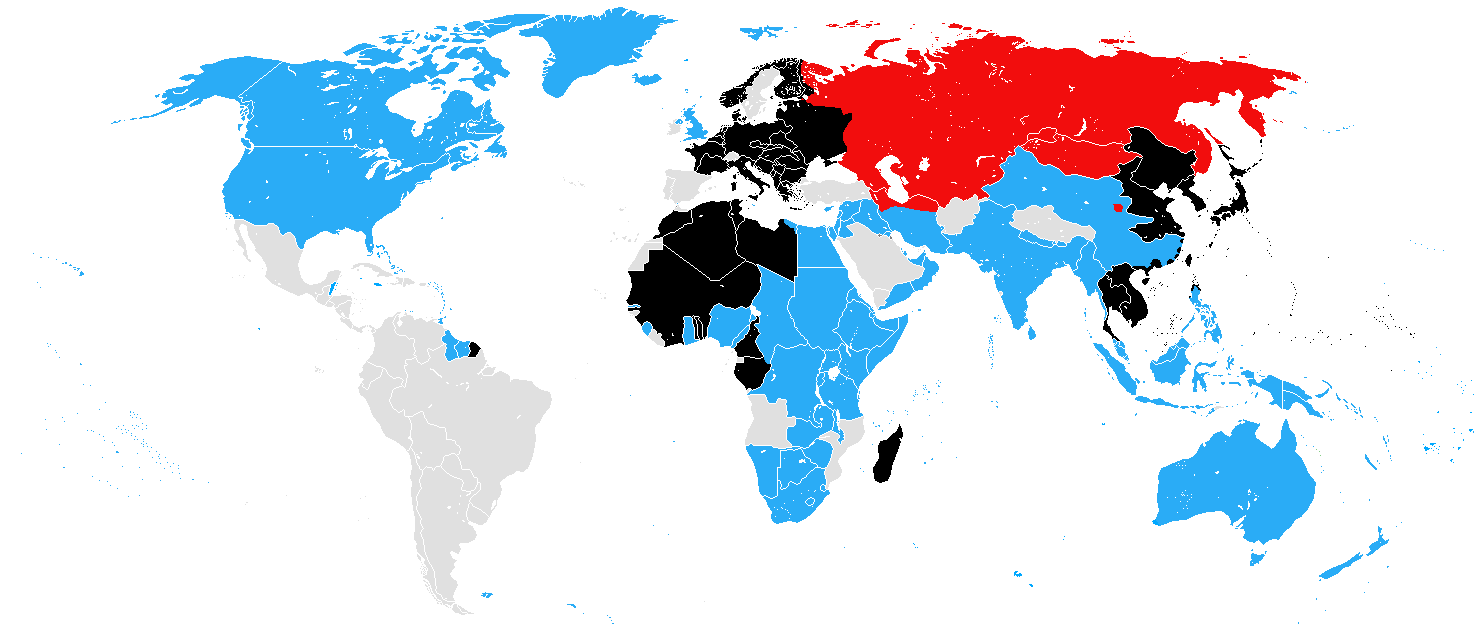
A szövetségesek és a tengelyhatalmak 1941 decemberében

A brit diplomácia 1941. november 29-én ultimátumban követelte a magyar kormánytól, hogy december 5-ig vonja ki alakulatait a Szovjetunió területéről. Mivel ez a feltétel nem teljesült, az Egyesült Királyság 1941. december 7-én hadat üzent Magyarországnak. A következő napon Új-Zéland, Kanada, Ausztrália és Dél-Afrika is hadat üzent Magyarországnak.
1941. december 11-én, Horthy Miklós kormányzó távollétében és a Minisztertanács hozzájárulása nélkül a kormányfő bejelentette, hogy Magyarország hadiállapotban lévőnek tekinti magát az Amerikai Egyesült Államokkal. Erre a lépésre a korábban aláírt háromhatalmi egyezmény kötelezte az országot, ám közvetlen oka a német és olasz nyomás volt.
| „ | Felemeljük tiltakozó szavunkat, hogy hazánkban ilyen tömeges hatósági atrocitások történhessenek és tesszük ezt, mint emberek, mint keresztények és mint magyarok. [...] Mint magyarok, nem tűrhetjük szó nélkül a magyar becsületnek azt a bemocskolását, amit ezek a szörnyűségek jelentenek. Nem tudhatjuk, mit hoz a jövő, de egy biztos: lesz még idő, amikor ismét a szabadság, a jog, az igazság fognak uralkodni az erőszak helyett. Magyarország jövője és nemzetünk becsülete szempontjából nem közömbös, hogy mi lesz akkor eljárásunkról a művelt emberiség véleménye. | ” |
| – Gróf Apponyi György, Slachta Margit, dr. Szabó Imre és gróf Szapáry Erzsébet úti beszámolója a kárpátaljai deportálás körülményeiről, 1941. augusztus 20. | |   |

## Belpolitikája

### Zsidó menekültek deportálása
A Bárdossy-kormány idejére esik a kamenyec-podolszkiji mészárlás, amely a magyarországi holokauszt első állomása.
Az 1939 márciusában elfoglalt Kárpátalján nagyszámú zsidó lakosság élt, amelynek egy gyarapodó része a külföld viszontagságai elől odamenekült személy volt. A kárpátaljai kormányzói biztosban, Kozma Miklósban már korábban felmerült a szegény zsidó lakosság kitelepítésének gondolata.
Bartha Károly hadügyminiszter és Werth Henrik vezérkari főnök javaslatára a minisztertanács 1941. július 1-i ülésén hagyta jóvá az ún. galíciai zsidók áttelepítését Magyarországról a Szovjetuniótól elfoglalt területekre.
A minisztertanács határozata alapján Külföldieket Ellenőrző Országos Központi Hatóság dolgozta ki a kitelepítés részleteit. A rendelet fő célja az volt, hogy „az országba főként az utóbbi időben beszivárgott lengyel és orosz zsidók minél nagyobb számban és minél előbb elszállításra kerüljenek."
A vezérkari főnök július 7-i utasítására a Kárpát-csoport parancsnoksága nekilátott a Galíciából bevándorolt nem magyar állampolgár zsidó lakosság kitelepítésének. Utasítása szerint azt is meg kellett vizsgálni, hogy van-e lehetőség további zsidók kitelepítésére, mert Werth tervbe vette a Magyarország egyéb területén lévő nem magyar állampolgár zsidóknak, elsősorban az internálótáborokban lévőknek kitelepítését is. 1941 nyarán a mintegy húszezer zsidót a magyar hatóságok rendkívül mostoha körülmények között Ukrajnába deportáltak. A deportálandók mindössze 30 pengőt, háromnapi élelmet és személyi használatra szolgáló holmijukat vihették magukkal. Az akció során számos visszaélés történt, például magyar állampolgársággal rendelkező lakosokat is kitelepítettek (pl. Ötvösfalván, Alsószinevéren, Majdánkán).

A végrehajtás módszere, a térségben uralkodó körülmények ismertek voltak az akkori döntéshozók számára. A deportált zsidókat augusztus 27-28-án SS-alakulatok agyonlőtték. Ez volt a holokauszt első jelentős tömeggyilkossága.

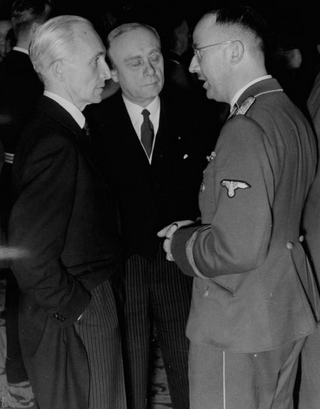
Bárdossy Sztójay Döme és Heinrich Himmler társaságában 1941 novemberében, Berlinben

### Harmadik zsidótörvény
Júniusban terjesztette be a parlamentben a nürnbergi törvények által ihletve a „harmadik zsidótörvény” javaslatát, amelyet a parlament az 1941. évi XV. törvénycikként fogadott el. A törvény faji alapon határozta meg a „zsidó” fogalmát, megtiltotta a zsidók és nem zsidók házasságát és házasságon kívüli nemi érintkezését, amit „fajgyalázásnak” minősített; és bevezette a házasság előtti kötelező orvosi vizsgálatot.
A törvény miatt több katolikus egyházi személy is zsidónak minősült, így például Sík Sándor piarista szerzetes is. A felsőház konzervatív és legitimista többsége, valamint a főpapság igyekezett megbuktatni a törvényt. Az egyházi vezetők főleg azzal érveltek, hogy az előző két zsidótörvénnyel szemben a kormány a házasság szabályozásával egyházi ügyekbe avatkozik. A katolikus főpapság végül a szavazás napján nem ment el a felsőházi ülésre, a protestáns egyházi elöljárók nemmel szavaztak, ez viszont kevésnek bizonyult a törvényjavaslat ellen. (Az izraelita felekezet felsőházi képviseletét már 1940 októberében megszüntették.)

### Egyéb zsidóellenes intézkedések
- 1941. április 16-án a zsidók katonai szolgálatáról szóló kormányrendelet intézményesítette a zsidó különálló munkaszolgálatát. Ennek értelmében zsidónak tekintendő hadköteles a hadsereg kötelékében „kisegítő szolgálatot” végeznek. A kisegítő szolgálatra kötelezettek a szolgálatot rendfokozat nélkül teljesítik, még akkor is, ha korábban tiszti vagy magasabb rangjuk volt.
- 1941 júliusában törvény korlátozta az ügyvédi kamarai választásra jogosult zsidó tagok arányát. Később hasonló rendelkezés született az orvosi kamarákra vonatkozóan is.
- Egy 1941 végén elfogadott törvény megszüntette a zsidók törvényhatósági bizottsági és községi képviselő-testületi tagságát.

A következő két törvényjavaslatot a Bárdossy-kormány idején dolgozták ki, de a Kállay-kormány idején fogadták el:
- 1941. október 23-án nyújtotta be a pénzügyminiszter az 1914-1918. évi hadikölcsönök rendezéséről szóló törvényjavaslatot, amely a zsidók számára a valorizációt csak korlátozott mértékben tette lehetővé.
- 1941. december 5-én a vallás- és közoktatásügyi miniszter törvényjavaslatot nyújtott be, aminek értelmében az izraelita vallásfelekezetet nem bevett, hanem törvényesen elismert felekezetnek nyilvánult és megszüntette a felekezet, valamint iskoláinak anyagi támogatását.[13]

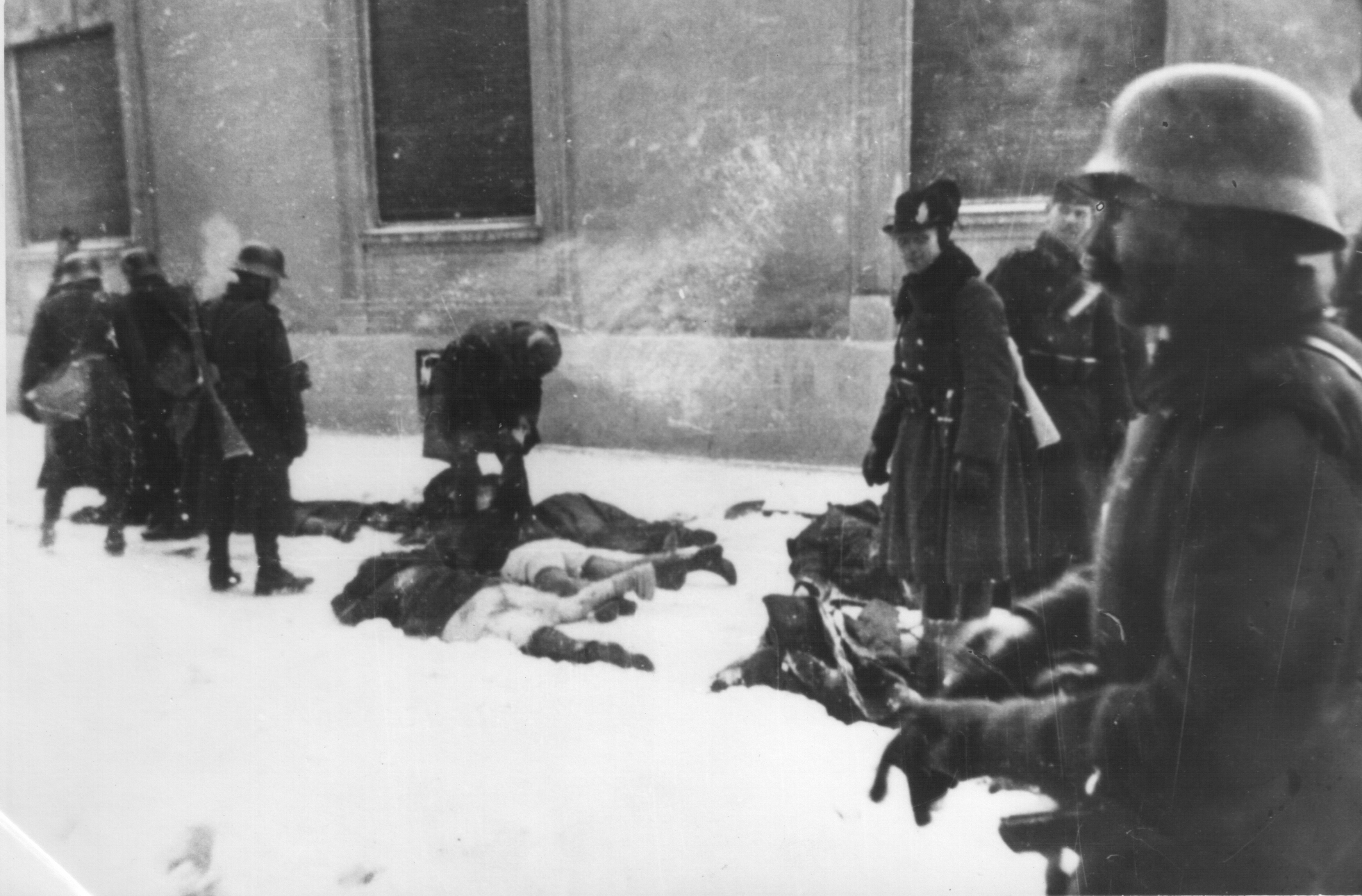
Meggyilkolt civilek Újvidéken, a Futaki (Futoška) utcán 1942 januárjában

### Újvidéki vérengzés
1941 novemberében a Bácskában felerősödött a jugoszláv partizánok tevékenysége. 1942 januárjában a partizánok ellen indult razzia keretében magyar katonai alakulatok etnikai alapú tömeggyilkosságot követtek el, több mint 3300 áldozattal.
1942. január 12. és 15. között a Feketehalmy-Czeydner Ferenc altábornagy, Grassy József vezérőrnagy, Deák László ezredes és Zöldy Márton csendőrszázados vezette katonai és csendőri alakulatok razziát tartottak a rejtőzködő partizánok és a nem megbízhatónak gondolt személyek felkutatására; később a razziát önhatalmúlag kiterjesztették a környező községek szerb és zsidó lakosságára, majd Újvidék (Novi Sad) városára is. A vérengzés során január 20. és 23. között sok partizánt, kommunistát és több ezer teljesen ártatlan polgári, többségében szerb, zsidó személyt lőttek agyon a nyílt utcán, vagy géppuskáztak a jeges Dunába, vagy a Tiszába. Az áldozatok között kisebb számban magyarok is voltak. Szombathelyi Ferenc vezérezredes január 22-én táviratilag utasította Feketehalmy-Czeydnert, hogy a törvénytelenségeket szüntesse meg, ám január 26-ig még folytak a razziák.
Január 29-én Bajcsy–Zsilinszky Endre a Képviselőház külügyi bizottságában követelte a történtek kivizsgálását, a felelősök megbüntetését és az ártatlanok kártalanítását. Szombathelyi 1942. február 4-én rendelte el az ügy (első) vizsgálatát.

### Bukovinai székelyek áttelepítése
A második bécsi döntés után jogi lehetőséggé vált a Romániában maradt magyarok számára az optálás, tehát az állampolgárság megváltoztatása. Ennek a folyamata viszont meglehetősen költséges volt, így sok romániai magyar a szükséges jogi előkészületek hagyta el Romániát.
1940 végén kezdett nagyobb mérvűvé válni a bukovinai székelyek átköltözése: csak Kosnánál a magyar-román határt november 10. és december 13. közt 518 személy lépte át. Ehhez hozzájárult a második bécsi döntés utáni romániai közélet szélsőjobbra tolódása, az állandóvá vált magyarellenesség is. 1940-től több magyarországi egyesület szorgalmazta a romániai magyarok áttelepítését, ekkor már a Teleki-kormány is foglalkozott az üggyel.
Mire ténylegesen megkezdődött a szervezett, tömeges áttelepítés, a bukovinai székely népesség nagyjából harmada magától eltávozott Bukovinából. Az andrásfalvi református székelyek nem szerettek volna etnikailag vegyes területre települni, céljuk a Dunántúl és Pápa városa volt, az ott lévő református kollégium miatt. Kérésük ellenére a Bárdossy-kormány az újonnan az országhoz csatolt Bácskába telepítette őket, Bácsfeketehegy (Feketics) és Bácskossuthfalva (Ómoravica) mellé. 1941. május 11-én Budapest és Bukarest képviselői aláírták a bukovinai székelyek áttelepítéséről szóló megállapodást, amely viszont a költözéshez kapcsolódó kérdéseket, pl. a hátrahagyott ingó és ingatlan vagyon kérdését nyitva hagyta.

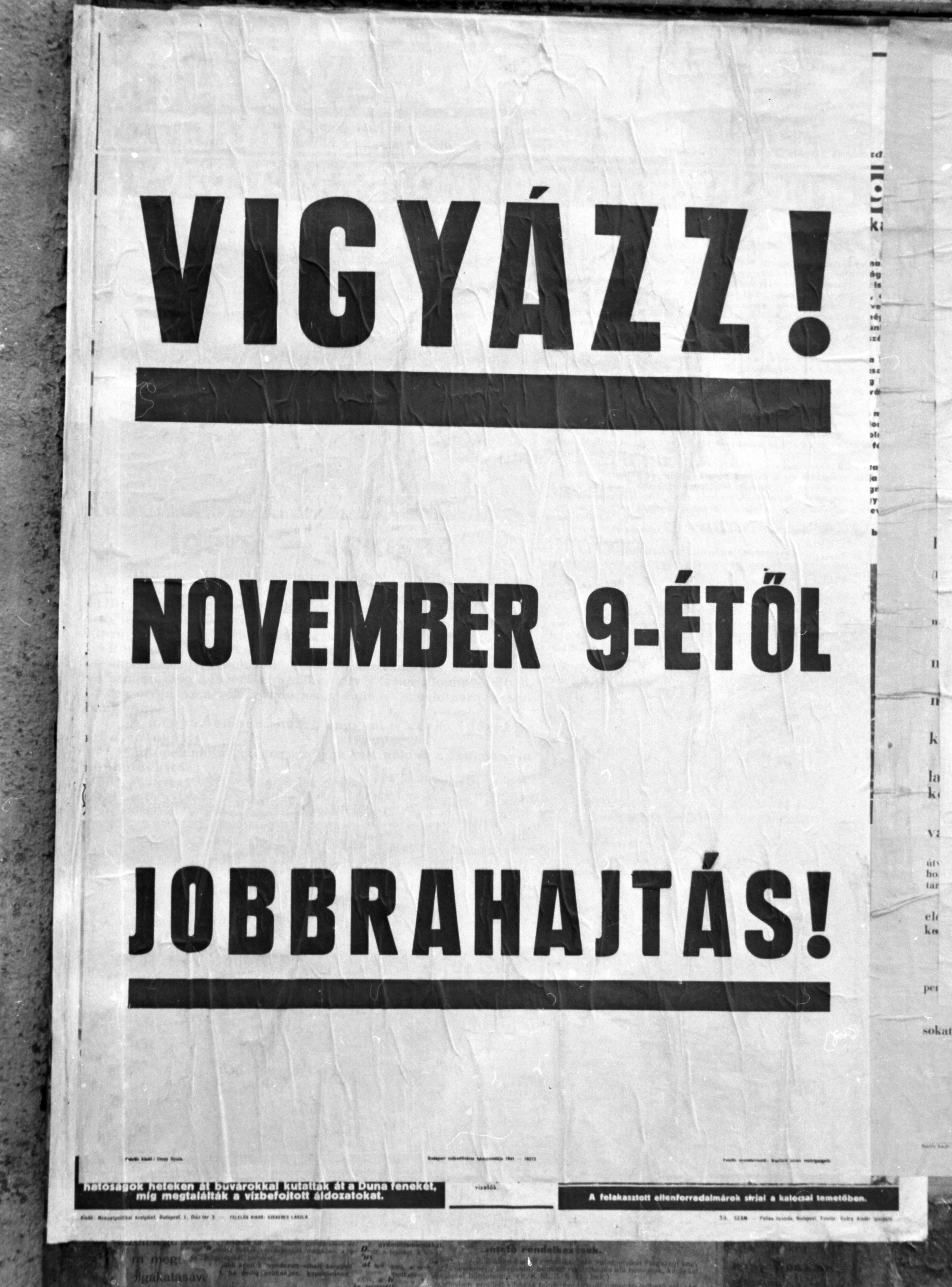
Figyelmeztető plakát Budapesten

### Áttérés a jobb oldali közlekedésre
A bécsi döntések után komoly zavart okozott, hogy a visszacsatolt Észak-Erdély és a Felvidék területén jobbra tartó közlekedés volt, míg az anyaországban balra tartó. Emellett az idegenforgalom és a forgalombiztonság területén is problémát jelentett az eltérés.
A kormány a belügyminiszter, valamint a kereskedelem- és közlekedésügyi miniszter rendeletével döntött a jobb oldali közlekedési rendről. 1941. július 6-tól az ország legnagyobb részén erre álltak át. A főváros több időt kapott: Budapesten és 30 kilométeres körzetében maradt a régi rend, egészen november 9-ig. Az átállás költsége nagyságrendileg 12 millió pengő volt. Magyarország áttérésével a kontinentális Európa területén egyedül Svédország maradt a bal oldalon közlekedők táborában.

### Emigránsok megfosztása állampolgárságuktól
Az Amerikában az esetleges emigráns kormány előkészítésére kiküldött politikust, a korábbi kisgazdapárti Eckhardt Tibort a belügyminiszter javaslatára 1941. október 8-án megfosztották magyar állampolgárságától. Mellette más, emigrációban tevékenykedő magyar közéleti személyiségeket is megfosztottak magyar állampolgárságuktól (Pelényi János, Vámbéry Rusztem, gróf Almásy Kálmán, Zsilinszky Antal stb.).

### A levente-rendelet előkészítése
A Bárdossy-kormány készítette elő a levente-rendeletet, aminek értelmében leventeköteles ifjú semmiféle politikai tevékenységet nem végezhet, nem lehet párt tagja sem. A rendeletet végül csak a Kállay-kormány fogadta el, 1942. május 21-én lépett hatályba. A törvény miatt később a Szociáldemokrata Párt ifjúsági szervezetét fel kellett oszlatni és a leventeköteles tagokat kihúzni a párt tagjai közül.

## Ellenzéki reakciók

### Szélsőjobboldali ellenzék
Az 1939-es választáson megerősödött szélsőjobboldali ellenzék a zsidók ellen foganatosított törvények és határozatok ellenére is további intézkedéseket követelt, például az 1942. évi költségvetés képviselőházi tárgyalása során. Ezek között szerepelt a zsidók elkülönítése céljából karszalaggal való megjelölésük, az országgyűlés „zsidótlanítása”, az igazságszolgáltatásból a zsidók és a zsidó feleséggel rendelkező nemzsidók eltávolítása, a zsidó tőke ellenőrzése.
A nyilasok mellett a korábbi miniszterelnök, Imrédy Béla 1940 óta az egyértelműen a németek mellett elkötelezett Magyar Megújulás Pártjának vezetőjeként támadta a kormányt.

### Demokratikus ellenállás Magyarországon
A Szovjetunió megtámadását követően Magyarországon a függetlenségi mozgalom, amely egyértelműen polgári irányultságú volt, jobbközép és balközép pártok és demokratikus szervezetek részvételével. A mozgalom célja a fegyveres semlegesség, a világháborúból való kilépés, az ország szuverenitásának visszaszerzése volt. Az Országos Ifjúsági Bizottság által szervezett megmozdulások, például a Batthyány-örökmécsesnél 1941. október 6-án tartott tüntetés, a demokratikus és antifasiszta irányultságról tett tanúbizonyságot. Halottak napján több száz ember gyűlt össze a Kerepesi temetőben, hogy megkoszorúzzák Kossuth Lajos, Táncsics Mihály és Teleki Pál sírját.
1942 februárjában belügyminiszteri engedéllyel, kommunista, szociáldemokrata, kisgazdapárti politikusok, írók, újságírók, művészek, közéleti személyiségek, munkások, parasztok és diákok részvételével jött létre a Magyar Történelmi Emlékbizottság, Szekfű Gyula elnökletével.
Slachta Margit, a Keresztény Női Tábor parlamenti képviselője társaival személyesen látogatta meg az ország területéről kiutasítandó zsidók táborát Kőrösmezőn, akik nagy részét később lemészárolták. Júliusban és augusztusban levelet ír a kormányzó feleségének, Horthy Miklósnénak, melyben segítséget kér az ügyben.
Bajcsy-Zsilinszky Endre kisgazdapárti képviselő két memorandummal próbálta felhívni az ország vezetésének figyelmét arra, hogy az általuk követett veszélyes külpolitika milyen veszélyeket hordoz magában a revíziót tekintve.
Czettler Antal történész véleménye szerint figyelemre méltó jelenség, hogy az angolbarátnak nevezett körök a Bárdossy-kormány külpolitikai cselekvéseivel kapcsolatban nem fogalmaztak meg véleményt a nyilvánosság előtt. A külpolitika azért maradhatott tabutéma, mert a magyar közvéleményben meggyőződés volt, hogy a hadüzenet német nyomásra történt.

### Illegális kommunista ellenzék
A Kommunisták Magyarországi Pártja a továbbiakban is illegalitásban működött, újságukat, a Szabad Népet is illegálisan adták ki. Az újság szerkesztőjét, Rózsa Ferencet később letartóztatták, tisztázatlan körülmények között a fogságban halt meg.
A KMP háború alatt kiadott jelszavai: „Le a Bárdossy-kormánnyal!", „Azonnali különbékét!", „Egy magyar katonát sem Hitlernek!", „Le a drágasággal!", „Több bért!", „Földosztást!", „Független, szabad, demokratikus Magyarországot!" A Szovjetunióban élő magyar kommunisták által irányított Kossuth-rádió 1941 szeptembere óta közvetítette a békepárti üzenetet. Az emigráns magyar kommunista vezetők, írók és művészek felhívást is megfogalmaztak a magyar néphez, ellenállásra szólítva fel őket.

## Bárdossy bukása, utóélete
A magyar politikai vezetés konzervatív szárnya végül megelégelte Bárdossy-kormány németek felé tett engedményeit, az egyre inkább a szélsőjobboldalra tolódó magyar belpolitikát. Horthy akkor vesztette el végleg bizalmát a kormányfő iránt, mikor az nem támogatta a Horthy fiára, az angolbarát Horthy Istvánra szabott kormányzóhelyettesi intézmény bevezetését.
A magyar királyi miniszterelnöknek megrendült egészségi állapotával megindokolt lemondását, valamint ennek következtében a minisztérium tagjainak előterjesztett lemondását elfogadván, a miniszterelnöki és a külügyminiszteri teendők ideiglenes ellátásával a magyar királyi belügyminisztert, az ügyek további vitelével pedig a kormány tagjait megbízom.
1942. március 7-én Horthy kívánságára Bárdossy lemondott a miniszterelnökségről. A kormányzó a nyilvánosság előtt sajnálkozását fejezte ki a miniszterelnök távozása miatt, valamint a távozó Bárdossynak a Magyar Érdemrend Szent Koronával ékesített nagykeresztjét adományozta. Bárdossy távozásával a Magyar Élet Pártjának vezetéséről is lemondott.
Helyére a kormányzó Kállay Miklóst nevezte ki. A korabeli beszámoló hangsúlyozza, hogy a miniszterelnök személyének cseréje nem jelent kormányválságot, hiszen a miniszterek személye és a kormány világnézete változatlan maradt.

### Utóélete
Bárdossy volt kormányfőként megtartotta képviselői mandátumát, még a nyilas hatalomátvétel idején is. A háborús front elől Svájcba menekült, ahonnan kiutasították.
A háború végével a Népbíróság kormányfői tevékenységéből fakadóan több háborús és népellenes bűnnel vádolta: az 1941. áprilisi délvidéki bevonulással, a parlamenti hozzájárulás nélküli hadüzenet küldésével a Szovjetuniónak, az Egyesült Államok és Nagy-Britannia elleni hadiállapot kinyilvánításával, az 1942-es újvidéki vérengzésekkel, a nyilasokkal való együttműködéssel, a harmadik zsidótörvény elfogadtatásával és zsidók deportálásával. A Népbíróság végül valamennyi vádpontban bűnösnek találta és halálra ítélte.
Kormányának másik két tagját, Hóman Bálintot a Népbíróság életfogytig tartó börtönbüntetésre, Reményi-Schneller Lajost halálra ítélte.

## A kormány tagjai
| Név                                       | hivatal kezdete      | hivatal vége         | párt/szervezet | megjegyzés                       |
| Miniszterelnök                            | Miniszterelnök       | Miniszterelnök       | Miniszterelnök | Miniszterelnök                   |
| ----------------------------------------- | -------------------- | -------------------- | -------------- | -------------------------------- |
| Bárdossy László                           | 1941. április 3.     | 1942. március 7.     | MÉP            | diplomata                        |
| Keresztes-Fischer Ferenc                  | 1942. március 7.     | 1942. március 9.     |                | belügyminiszterként ideiglenesen |
| Külügyminiszter                           |                      |                      |                |                                  |
| Bárdossy László                           | 1941. április 3.     | 1942. március 7.     | MÉP            | diplomata                        |
| Keresztes-Fischer Ferenc                  | 1942. március 7.     | 1942. március 9.     |                | belügyminiszterként ideiglenesen |
| Belügyminiszter                           |                      |                      |                |                                  |
| Keresztes-Fischer Ferenc                  | 1941. április 3.     | 1942. március 9.     |                |                                  |
| Gazdasági csúcsminiszter                  |                      |                      |                |                                  |
| Reményi-Schneller Lajos                   | 1941. április 3.     | 1942. március 9.     | MÉP            | külön ügykörrel megbízva         |
| Pénzügyminiszter                          |                      |                      |                |                                  |
| Reményi-Schneller Lajos                   | 1941. április 3.     | 1942. március 9.     | MÉP            |                                  |
| Vallás- és közoktatásügyi miniszter       |                      |                      |                |                                  |
| Hóman Bálint                              | 1941. április 3.     | 1942. március 9.     | MÉP            |                                  |
| Igazságügy-miniszter                      |                      |                      |                |                                  |
| Radocsay László                           | 1941. április 3.     | 1942. március 9.     | MÉP            |                                  |
| Honvédelmi miniszter                      |                      |                      |                |                                  |
| Bartha Károly                             | 1941. április 3.     | 1942. március 9.     |                |                                  |
| Földművelésügyi miniszter                 |                      |                      |                |                                  |
| br. Bánffy Dániel                         | 1941. április 3.     | 1942. március 9.     |                |                                  |
| Kereskedelem- és közlekedésügyi miniszter |                      |                      |                |                                  |
| Varga József                              | 1941. április 3.     | 1942. március 9.     | MÉP            | iparügyi miniszterként           |
| Iparügyi miniszter                        |                      |                      |                |                                  |
| Varga József                              | 1941. április 3.     | 1942. március 9.     | MÉP            |                                  |
| Közellátási tárca nélküli miniszter       |                      |                      |                |                                  |
| Laky Dezső                                | 1941. április 3.     | 1941. szeptember 15. | MÉP            |                                  |
| Győrffy-Bengyel Sándor                    | 1941. szeptember 15. | 1942. március 9.     |                |                                  |